# Фераца (Верона)
Фераца је насеље у Италији у округу Верона, региону Венето.
Према процени из 2011. у насељу је живело 3 становника. Насеље се налази на надморској висини од 738 м.